# Complexe cinématographique
 (mars 2008).
Si vous disposez d'ouvrages ou d'articles de référence ou si vous connaissez des sites web de qualité traitant du thème abordé ici, merci de compléter l'article en donnant les références utiles à sa vérifiabilité et en les liant à la section « Notes et références ».

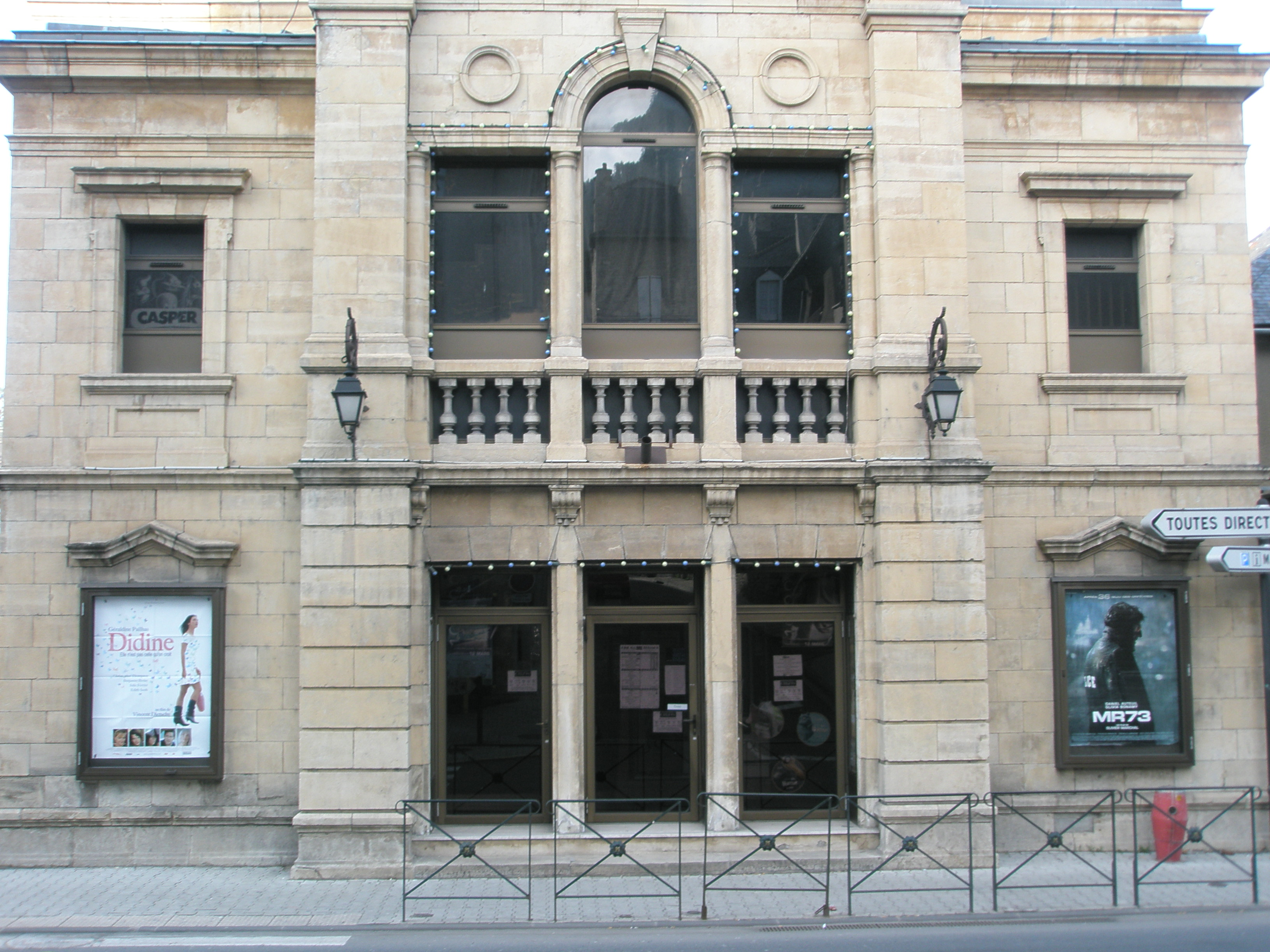
Façade d'un complexe à Mende

Un complexe cinématographique est un établissement comptant plusieurs salles de cinéma.
Ce concept, apparu dans les années 1960, s'est fortement généralisé au cours de la décennie suivante en réponse à la chute de fréquentation des salles. Les grandes salles mono-écran, qui pouvaient accueillir un grand nombre de spectateurs, ont vu leur taux d'occupation diminuer et leur capacité d'accueil se trouver peu optimisée. Pour faire face à cette crise, de nombreux exploitants ont choisi de scinder leur grande salle en plusieurs, plus petites, permettant ainsi de multiplier leur offre de films. Par la suite, des complexes ont été créés de toutes pièces.
Un complexe cinématographique comporte au moins deux salles sans qu'un maximum puisse être fixé. Toutefois, peu en ont eu plus d'une dizaine (il faudra attendre l'arrivée des multiplexes dans les années 1990 pour voir de tels équipements se généraliser). La plupart des complexes réalisés au cours des années 70 et 80 comptaient entre trois et sept salles, leur taille dépendant des contraintes immobilières (notamment dans le cas de partition de cinémas monosalles) et du potentiel commercial de leur zone de chalandise.
La création des complexes s'est accompagnée d'une évolution importante de la localisation des salles de cinéma, historiquement implantées au cœur des villes. De nombreux complexes ont en effet été construits dans des centres commerciaux, en banlieue parisienne notamment (Belle Épine à Thiais, Massy, Rosny 2, Brétigny, Parly 2, Créteil Soleil, Evry 2, Vélizy 2, etc.), mais aussi à 
(Part-Dieu à Lyon, Place d'Arc à Orléans, Saint-Sever à Rouen, etc.).
Si un multiplexe est par définition un complexe cinématographique, qui dispose de caractéristiques précises, un complexe ne se définit par aucune spécificité autre que la caractéristique multisalles. Le fait que nombre d'entre eux résultent de la partition d'anciennes salles uniques a généré la création de salles peu attrayantes, longues et étroites, dotées de petits écrans. Ce sont souvent ces établissements que l'on désigne du terme de complexe : il convient toutefois de ne pas systématiser cette assimilation, de nombreux complexes très agréables ayant également été réalisés.
Selon les statistiques du CNC, en 2009 la France dispose de 5 472 salles de cinémas, réparties en 2 068 établissements, dont 1 207 ne comptent qu'un seul écran. Les complexes sont donc au nombre de 861 et regroupent 4 265 salles (soit près de cinq salles par complexe en moyenne). Le plus important d'entre eux est le Kinepolis de Lomme (59), qui dispose de 7 000 fauteuils répartis dans ses 23 salles.